# Вакуленчук, Григорий Никитич

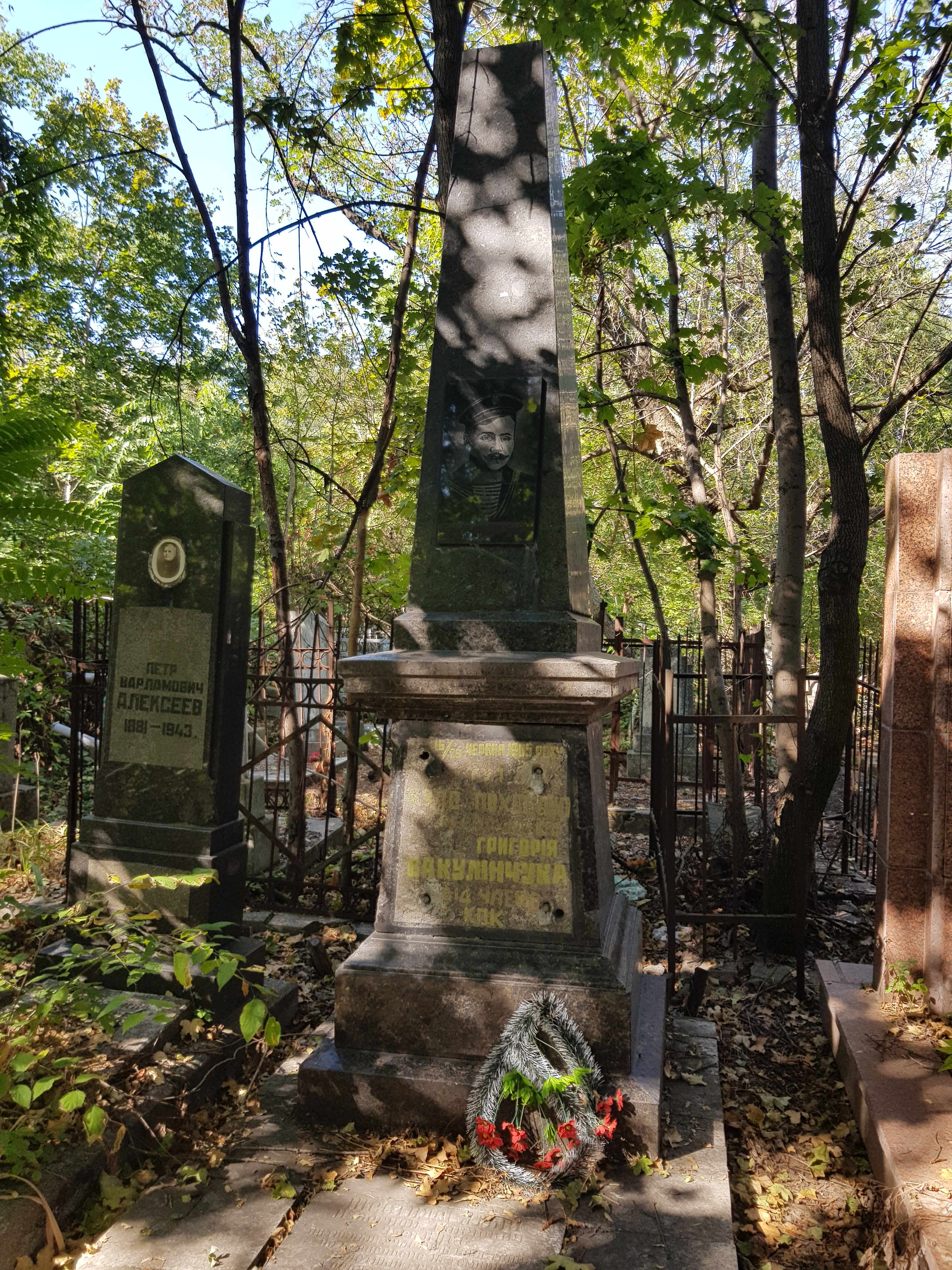
Могила Григория Вакуленчука на Втором Христианском кладбище в Одессе.

Григо́рий Ники́тич Вакуленчу́к (1877, с. Великие Коровинцы, Житомирский уезд, Волынская губерния — 27 июня 1905, борт броненосца «Потёмкин») — артиллерийский унтер-офицер Черноморского флота, организатор и первый предводитель восстания на броненосце «Потёмкин».

## Обстоятельства гибели и похороны
14 (27) июня 1905 год на броненосце «Потёмкин», на котором проходил службу Г. Н. Вакуленчук, произошло восстание матросов, отказавшихся есть борщ из протухшего мяса. Г. Н. Вакуленчук первый применил оружие, убив артиллерийского офицера лейтенанта Л. К. Неупокоева, пытавшегося разоружить восставших. В завязавшейся схватке старший офицер броненосца выстрелом из винтовки смертельно ранил Г. Н. Вакуленчука.
15 (28) июня 1905 год в Одесский порт с броненосца «Князь Потемкин» было доставлено тело Григория Вакуленчука с запиской: «Перед вами лежит тело убитого матроса Григория Вакуленчука, убил старший офицер эскадренного броненосца „Великий князь Потёмкин-Таврический“ за то, что тот сказал, что борщ не годится. Отомстим кровопийцам! Смерть гнобителям, пусть живет свобода». 16 (29) июня 1905 год в Одессе прошли похороны, которые организовал Афанасий Матюшенко.

## Память

Бюст Григорию Вакуленчуку, установленный на Таможенной площади у главных ворот Одесского порта

Имя Вакуленчука носит посёлок городского типа вблизи места его рождения.
Памятники Григорию Вакуленчуку поставлены на улицах его имени в Севастополе, Одессе и родном селе Великие Коровинцы.
Именем названы улицы в Киеве, Днепропетровске, Мелитополе, Севастополе, Санкт-Петербурге, Кривом Роге.